# Ralph Alexander Neumüller
Ralph Alexander Neumüller (* 1980 in Linz) ist ein österreichischer Genetiker, Science-Fiction-Schriftsteller und Musiker.

## Leben
Ralph Alexander Neumüller studierte Humanbiologie und promovierte 2009 im Bereich Neurogenetik. Er absolvierte einen Forschungsaufenthalt an der Harvard University und war Forschungsgruppenleiter an der Ludwig-Maximilians-Universität München. Seit 2015 forscht Ralph Alexander Neumüller im Bereich der molekularen Onkologie im privaten Sektor (Boehringer Ingelheim). Neumüller ist Autor von Fachartikeln im Bereich der Stammzell-Biologie und molekularen Onkologie. Seit 2023 veröffentlicht Ralph Alexander Neumüller Science-Fiction Kurzgeschichten und Romane. Sein Debütroman Das Stoffuniversum wurde mit dem Deutschen Science-Fiction Preis 2024 in der Kategorie Bester deutschsprachiger Roman ausgezeichnet und für den Phantastik-Literaturpreis Seraph 2024 in der Kategorie Bestes Buch nominiert. Zudem gewann Neumüller den Chrysalis Award 2024 der European Science Fiction Society (ESFS). Ralph Alexander Neumüller ist Gitarrist im Postrock-Kollektiv Thalija und veröffentlichte mit der österreichischen Band Kommando Elefant den Song Traurige Maschinen zu dem Roman Das zweigeteilte All.

## Werke

### Romane
- Das Stoffuniversum. p.machinery 2023, ISBN 978-3957653567.
- Das zweigeteilte All. p.machinery 2024, ISBN 978-3957654335.

### Kurzgeschichten in Anthologien
- Wir waren hier. Erschienen in Tales of Science 2. p.machinery 2025, ISBN 978-3957654526.

### Alben
- 2004: Thalija I (Pumpkin Records – Kulturinitiative Kürbis)
- 2006: THALIJA / ELYJAH – Split (Siluh Records)
- 2008: Thalija II (Pumpkin Records)
- 2012: Thalija III (Pumpkin Records)
- 2023: Thalija IV (Pumpkin Records)

### Singles
- 2025: Traurige Maschinen (mit Kommando Elefant, Las Vegas Records)

## Preise
- 2024: Chrysalis Award der European Science Fiction Society (ESFS)
- 2024: Deutscher Science-Fiction-Preis, Kategorie „Bester deutschsprachiger Roman“ für Das Stoffuniversum